# Martí d'Ateca
Martí d'Ateca   (vila d'Ateca, valor desconegut - valor desconegut, 1306 (Gregorià)) fou un prevere dominic de la Corona d'Aragó, professor de Filosofia i teologia i gran erudit tomista. Professà en el convent que aquesta orde religiosa tenia a Calatayud i arribà a ser predicador general de la seva orde.
Fou confessor de Jaume II i sembla el primer filòsof tomista de la Corona d'Aragó. Va escriure una Summa iuris actualment perduda.
L'episodi més conegut de la seva vida és la polèmica amb noble català, Arnau de Vilanova del qual havia estat gran amic i confessor, refutant el seu Tractatus de tempore adventu Antichristi (Tractat sobre el temps en què ha de venir l'Anticrist).

Fra Martín mantenia la tesi següent: 
| « | <<Todos los hombres sin distinción han ignorado y también ignorarán los tiempos finales, no solamente por lo que se refiere al día y la hora del juicio, sino también, como dice, absolutamente en cuanto a toda acepción de tiempo.>> | » |

I aquesta tesi la sustenta en dues raons:
- (1) Jesucrist quan parlà als apòstols dels temps finals els va dir que aquests temps <<ningú ho sap ni els mateixos àngels del cel>>. (Mc XIII,32: «nemo scit neque angeli in celo»)

- (2) segons Agustí d'Hipona és incert el temps que ha de durar l'última (sexta) edat de la humanitat.